# Бертран, Наташа
Наташа Бертран (англ. Natasha Bertrand; род. 12 мая 1992, Нью-Йорк, Нью-Йорк) — американская журналистка, репортёр CNN, освещающая вопросы национальной безопасности.

## Ранняя жизнь и карьера
В 2014 году Бертран окончила Вассарский колледж и Лондонскую школу экономики, получив двойную степень бакалавра искусств в области политологии и философии.
Работала в аналитическом центре в Мадриде, Испания, изучая политические отношения Европейского союза со странами Северной Африки и Ближнего Востока. Была стажёром в ассоциации нефтегазовой промышленности по вопросам экологии и социума.
В 2014 году начала свою журналистскую карьеру в Business Insider в качестве стажёра, а затем стала политическим корреспондентом, освещающим вопросы внешней политики США и национальной безопасности США. Во время своей работы в Business Insider она также освещала досье Стила. Американский журналист Эрик Вемпл раскритиковал Бертран, написав, что она слишком доверяла материалам досье.
В феврале 2018 года присоединилась к журналу The Atlantic в качестве штатного писателя; вскоре после этого она стала политическим аналитиком NBC News и автором в MSNBC.
В 2019 году Бертран стала корреспондентом по вопросам национальной безопасности организации Politico. Она была среди авторов, освещающих разведывательное сообщество США и первый импичмент Дональда Трампа.
В апреле 2021 года присоединилась к CNN в качестве репортёра Белого дома, освещающего вопросы национальной безопасности США.
В декабре 2020 года она была включена в список Forbes 30 Under 30 в категории «СМИ».